# Movimiento de no cooperación (2024)
El movimiento de no cooperación (en bengalí: অসহযোগ আন্দোলন), también conocido como movimiento de un punto (en bengalí: এক দফা আন্দোলন), fue un movimiento prodemocrático y un levantamiento masivo contra el gobierno de Bangladés, iniciada en el marco del movimiento de reforma de cuotas de Bangladés 2024. La única exigencia de este movimiento fue la dimisión de la primera ministra Sheikh Hasina y su gabinete, que se cumplió el 5 de agosto de 2024. Aunque inicialmente se limitó al objetivo de reformar las cuotas en los empleos gubernamentales, el movimiento creció hasta convertirse en un levantamiento antigubernamental masivo después de la muerte de varios manifestantes. El movimiento también fue impulsado por varios problemas socioeconómicos y políticos en curso, incluida la mala gestión de la economía nacional por parte del gobierno, la corrupción desenfrenada de los funcionarios gubernamentales, las violaciones de derechos humanos, las acusaciones de socavar la soberanía del país por parte de Sheikh Hasina y el creciente autoritarismo y retroceso democrático. 
El 3 de agosto de 2024, los coordinadores del Movimiento de Estudiantes Antidiscriminación anunciaron una demanda puntual de dimisión de la primera ministra y su gabinete y pidieron una "no cooperación total". Al día siguiente se produjeron violentos enfrentamientos que se saldaron con la muerte de 97 personas, incluidos estudiantes. Los coordinadores convocaron a una larga marcha a Daca para obligar a Hasina a dejar el poder el 5 de agosto. Ese día, una gran multitud de manifestantes recorrió la capital.Alrededor de las 15:00 horas (UTC+6), Sheikh Hasina dimitió y huyó a la India, el mayor aliado de su gobierno.Tras su destitución se produjeron celebraciones generalizadas y violencia, mientras que los militares y el presidente Shahabuddin Chuppu anunciaron la formación de un gobierno interino encabezado por el economista y premio Nobel Muhammad Yunus.Mientras tanto, los medios de comunicación indios fueron vistos participando en una campaña de desinformación generalizada destinada a desestabilizar a Bangladés, luego de la renuncia de Hasina y su partida a la India.

## Historia
Durante el movimiento de reforma de cuotas de 2024, los participantes (en particular los estudiantes) enfrentaron resistencia, arrestos masivos y numerosas muertes y heridos a manos de la policía y otras fuerzas de seguridad. También fueron detenidos seis coordinadores del movimiento inicial de reforma de cuotas y la Sección de Detectives (DB) de la Policía Metropolitana de Dhaka (DMP) los obligó a anunciar la conclusión de las protestas. Estos acontecimientos y el autoritarismo alimentaron la ira de la gente contra el gobierno. En la mañana del 3 de agosto, uno de los coordinadores del movimiento, Asif Mahmud, afirmó en una publicación en Facebook que iniciarían un" movimiento de no cooperación" contra el gobierno, diciendo que sería similar al de "Marzo del 71⁣"…  Por la tarde, el primer ministro Hasina propuso mantener conversaciones con los manifestantes y dijo que "las puertas de Ganabhaban (la residencia oficial del primer ministro) están abiertas". 
El Movimiento Estudiantil contra la Discriminación convocó anteriormente a programas de protesta de un día de duración para el 3 de agosto. Después de un día de protestas, estudiantes y gente corriente se reunieron en la zona central de Shaheed Minar con marchas de protesta desde diferentes partes de Dhaka.  Alrededor de las 5:30 p. m., Nahid Islam, uno de los coordinadores, se dirigió a la multitud reunida en Shaheed Minar y anunció que la demanda exclusiva del movimiento era la renuncia de Hasina y su gabinete. También pidió un movimiento integral de no cooperación a partir del 4 de agosto     y anunció que no tenían planes de negociar con el gobierno. Añadió que "nos ofrecieron a la fuerza mantener conversaciones con el Primer Ministro. Pero protestamos contra esta propuesta iniciando una huelga de hambre bajo custodia del DB". 

## Cronología

### 3 de agosto
Los coordinadores del Movimiento Estudiantil contra la Discriminación exigieron la dimisión en un solo punto y pidieron una" no cooperación total⁣". Al día siguiente, estallaron violentos enfrentamientos que provocaron la muerte de 97 personas, incluidos estudiantes. Los coordinadores convocaron una larga marcha a Dhaka para obligar a Hasina a abandonar el poder el 5 de agosto. Ese día, una gran multitud de manifestantes recorrió la capital. A las 14:30 BST (08:30 GMT), Sheikh Hasina dimitió y huyó con su hermana a la India, su mayor aliado.Aterrizó en Agartala, capital del estado nororiental de Tripura, donde le dieron un salvoconducto.

### 4 de agosto
Miles de manifestantes se reunieron en el cruce de Shahbag por la mañana, obstruyéndolo como una forma de desobediencia civil para exigir la dimisión del gobierno. 
Al menos 97 personas perdieron la vida a nivel nacional en enfrentamientos, tiroteos y persecuciones relacionadas con el movimiento de No Cooperación. Catorce agentes de policía murieron en todo el país, 13 de ellos en la comisaría de Enayetpur, en Sirajganj. Otro oficial fue asesinado en Eliotganj, Comilla.Veintisiete instalaciones policiales fueron atacadas y destrozadas, y un centenar de policías resultaron heridos en estos incidentes, según un comunicado oficial de la Policía de Bangladés.
En Dhaka, individuos no identificados prendieron fuego y dañaron varios vehículos, incluidos automóviles, ambulancias, motocicletas y autobuses, en la Universidad Médica Bangabandhu Sheikh Mujib durante las protestas. A las 12:00 horas, usuarios de todo el país reportaron inaccesibilidad a Internet. El gobierno ordenó el cierre de Facebook, Messenger, WhatsApp, Instagram y todos los demás servicios propiedad de Meta, ordenando a los proveedores de servicios de Internet que cumplieran después de las 13:00 horas  Más tarde, el ministro de Información y Radiodifusión, ⁣Mohammad A. Arafat, ⁣confirmó que Algunas plataformas de redes sociales fueron bloqueadas temporalmente para evitar que se propaguen rumores en medio de las protestas.  Se impuso un toque de queda indefinido en todo el país a partir de las 6:00 p. m.   Además, también se ordenó el cierre indefinido de todos los tribunales. 
El gobierno declaró un feriado general de tres días a partir del 5 de agosto, durante el cual los bancos también permanecerán cerrados.  El Movimiento de Estudiantes contra la Discriminación confirmó su intención de marchar hacia Dhaka el 6 de agosto para exigir la dimisión del primer ministro.  La Red de Profesores Universitarios de Bangladés propuso un marco para un gobierno interino, sugiriendo que esté compuesto por profesores, jueces, abogados y representantes de la sociedad civil, que reflejen las opiniones de varios grupos civiles y políticos para una transición democrática. 
Asif Mahmud, coordinador del Movimiento Estudiantil contra la Discriminación, anunció que su marcha a Dhaka ha sido reprogramada para el 5 de agosto, en lugar del 6 de agosto. Hizo un llamado a los manifestantes y civiles de todo el país a marchar hacia la capital y participar en la desobediencia civil.  Varios ex oficiales del ejército de Bangladés, incluido el exjefe de personal Iqbal Karim Bhuiyan, celebraron una rueda de prensa instando a los soldados a regresar a los campamentos y abstenerse de involucrarse en la crisis política o de ser utilizados contra civiles.  

### 5 de agosto
El Movimiento Estudiantil Antidiscriminación rechazó el toque de queda.  En respuesta a los llamados a la marcha a Dhaka, el comisionado del DMP, Habibur Rahman, advirtió sobre la tolerancia cero y dijo que se tomarán acciones legales firmes contra quienes violen el toque de queda.  Se informó que Hasina había sido llevada a un "refugio seguro".  Al menos 20 personas murieron durante las protestas de ese día.  Además, la dimisión de Sheikh Hasina  logró el objetivo del movimiento, que era poner fin al gobierno de turno.

## Resultado

### Dimisión de Sheikh Hasina
El 5 de agosto de 2024, alrededor de las 3:00 p. m. BST (09:00 GMT), la primera ministra Hasina dimitió y huyó del país en helicóptero con su hermana, Sheikh Rehana, a la India, el mayor aliado de Hasina,     llegando a Delhi vía Agartala. Aunque tenía la intención de grabar un discurso, no tuvo la oportunidad de hacerlo.  Según los informes, el internet de banda ancha se restableció alrededor de la 1:00 p. m. BST,  y el acceso a Internet celular después de las 2:00 p. m. BST,  aunque el acceso a las plataformas de redes sociales permaneció suspendido.   El Jefe del Estado Mayor del Ejército, Waker-uz-Zaman, se reunió con representantes del Partido Nacionalista de Bangladés, del Partido Jatiya (Ershad) y de Jamaat-e-Islami  y pidió la creación de un gobierno interino en un plazo de 48 horas, excluyendo a la Liga Awam.  También prometió una investigación militar sobre la violencia anterior y ordenó a las fuerzas de seguridad no disparar contra las multitudes.  El hijo de Hasina, Sajeeb Wazed, dijo más tarde que su madre había empezado a considerar la posibilidad de dimitir ya el 3 de agosto, pero que sólo la convencieron de hacerlo unos parientes cercanos a los que se habían acercado altos funcionarios militares y policiales, según informes de los medios de comunicación.

### Asalto al Ganabhaban

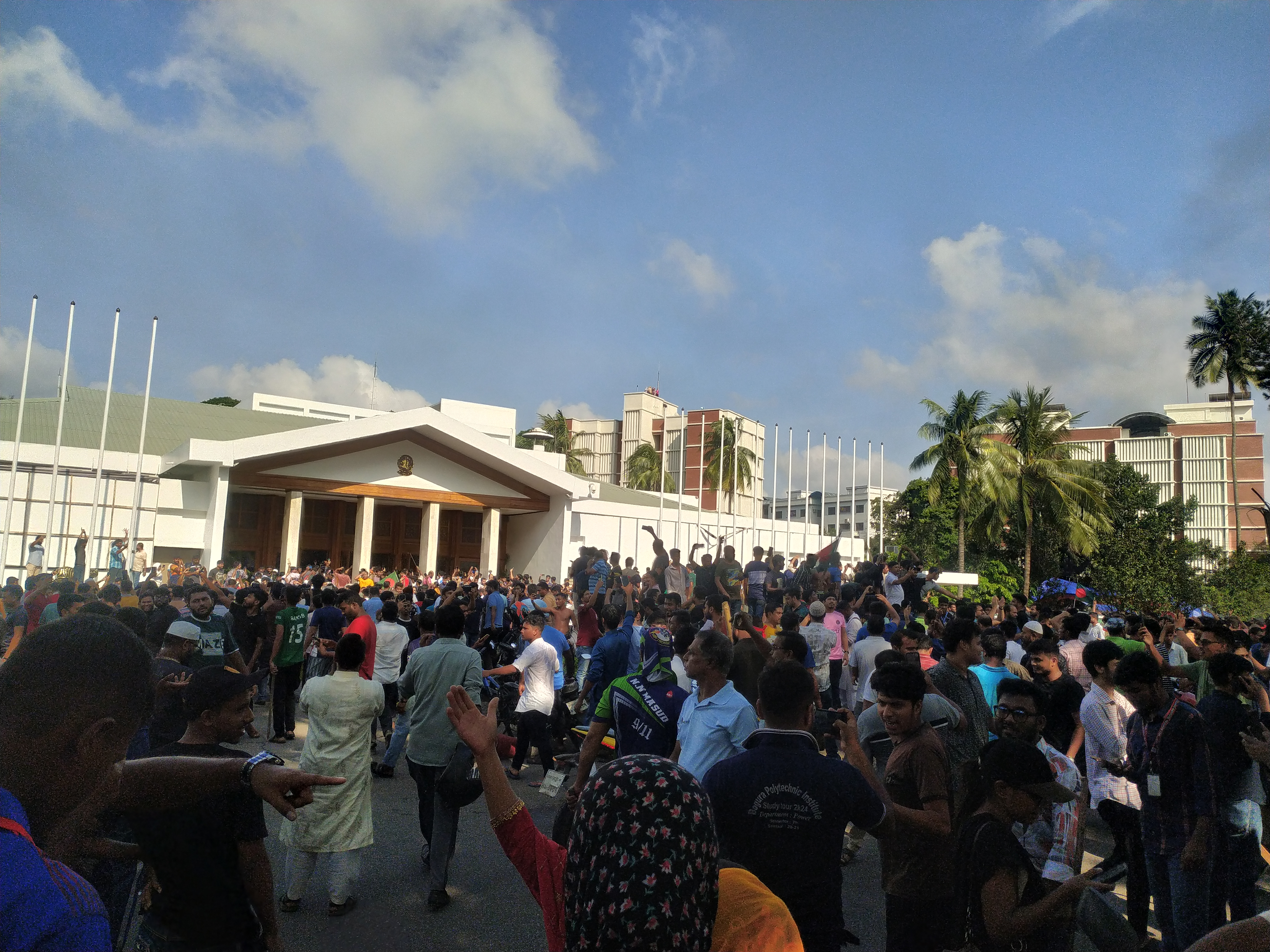
Manifestantes irrumpiendo el Ganabhaban.

Alrededor de las 3:00 p. m. BST, los manifestantes irrumpieron en las puertas de Ganabhaban y entraron en la residencia del primer ministro saqueando, destrozando y destruyendo numerosos artículos, incluidos muebles. Hurgaron en archivos de la oficina y se sentaron en su cama y en su silla para tomarse selfies. Algunos manifestantes comieron comida y robaron animales vivos, mientras que otros se llevaron la lujosa maleta Dior de Hasina y sus saris.

### Renuncia de Sheikh Hasina
Se informó que Hasina, su hermana Sheikh Rehana y el alto funcionario de la Liga Awami Salman F Rahman, huyeron del Ganabhaban a bordo de un helicóptero militar antes de trasladarse a un avión y partieron de una base de la Fuerza Aérea de Bangladés en Kurmitola alrededor de las 14:25 BST. Los informes iniciales sugirieron que el vuelo de Hasina, utilizando el indicativo AJAX1431, aterrizaría en Agartala, en el estado indio de Tripura. AJAX1431 apagó su transpondedor alrededor de las 17:00 hora local sobre Lucknow, haciendo que el avión fuera imposible de rastrear. Poco después, se informó que aterrizó en la estación de la Fuerza Aérea Hindan en Ghaziabad, en las afueras de la capital india, Nueva Delhi, y fue recibida en la base por el asesor de seguridad nacional indio, Ajit Doval.
Flightradar24 informó que su vuelo fue, en un momento, el vuelo más rastreado en todo el mundo, y que otros aviones civiles que entraban y salían del Aeropuerto Internacional Hazrat Shahjalal en Dhaka también eran altamente rastreados.  Se espera que viaje a Londres para obtener un salvoconducto  y buscar asilo político en el Reino Unido, donde la hija mayor de Rehana, la parlamentaria del Partido Laborista Tulip Siddiq, es Secretaría Económica del Tesoro bajo el actual primer ministro Keir Starmer, mientras que su hija menor Azmina Siddiq trabaja para Control Risks como editora de análisis de riesgos globales. 

### Arresto de líderes de la Liga Awani
Además de Sheikh Hasina, varias figuras asociadas a su administración y a la Liga Awami huyeron o intentaron huir de Bangladés. Este grupo incluía a Hasan Mahmud, exministro de Asuntos Exteriores, Zunaid Ahmed Palak, exministro de Estado de Correos, Telecomunicaciones y Tecnología de la Información, y Ziaul Ahsan, ex director general del Centro Nacional de Monitoreo de Telecomunicaciones. Todos fueron detenidos en el Aeropuerto Internacional Hazrat Shahjalal el 6 de agosto. El 7 de agosto, otros dos dirigentes de la Liga Awami fueron detenidos cerca del puesto de control fronterizo de Darshana cuando intentaban huir al extranjero. El 13 de agosto, Salman F Rahman, exasesor de Industria Privada e Inversión del primer ministro, y Anisul Huq, exministro de Derecho, Justicia y Asuntos Parlamentarios, fueron arrestados cuando intentaban huir en barco en Sadarghat.El 28 de agosto, el exministro de Comercio Tipu Munshi fue arrestado después de que se presentara una causa de asesinato en su contra por la muerte de un manifestante en Rangpur.El 10 de septiembre, Tawfiq-e-Elahi Chowdhury, exasesor de energía, electricidad y recursos minerales de Hasina, fue arrestado por el DB en el área de Gulshan.
El 14 de agosto, el secretario general de la Liga Awami del distrito de Barguna fue arrestado bajo cargos de conspirar para fomentar disturbios. Esto siguió a la aparición en las redes sociales de una grabación de una llamada telefónica en la que parecía estar comunicándose con Sheikh Hasina, quien para entonces se encontraba en la India.El 16 de agosto, Ramesh Chandra Sen, exministro de Recursos Hídricos, fue arrestado en su residencia en Thakurgaon Sadar Upazila. El 19 de agosto, el exministro de Bienestar Social y secretario adjunto de la Liga Awami, Dipu Moni, fue arrestado en Baridhara. El 24 de agosto, Ishaque Ali Khan Panna, ex secretario general de la Liga Chhatra de Bangladés, murió de un ataque cardíaco mientras escalaba una montaña en el estado indio de Meghalaya como parte de sus esfuerzos por huir de Bangladés.
Numerosos funcionarios locales de todo el país también abandonaron sus puestos tras el derrocamiento de Sheikh Hasina. Entre ellos se encontraba el alcalde de la ciudad de Khulna, Talukder Abdul Khaleque, quien, junto con la mayoría de los 41 concejales de la ciudad, pasó a la clandestinidad, lo que provocó una paralización de las funciones del gobierno de la ciudad. Al menos 323 alcaldes municipales, 495 presidentes de Upazila Parishad, 53 presidentes de consejos de distrito y 12 alcaldes de corporaciones municipales fueron posteriormente destituidos de sus cargos por el gobierno interino.

## Víctimas y daños
El mismo día que Hasina dimitió, los manifestantes destrozaron estatuas de su padre, Sheikh Mujibur Rahman, expresidente de Bangladés, en Daca.También prendieron fuego a la sede de la Liga Awami en Daca. El vandalismo de las estatuas de Rahman se ha comparado con el de la estatua de Sadam Huseín en Bagdad en 2003. Se atacaron casas o negocios de varios líderes y activistas de la Liga Awami. El Centro Cultural Indira Gandhi operado por el Consejo Indio para las Relaciones Culturales y la residencia del jeque Mujibur Rahman en Dhanmondi donde él y su familia fueron asesinados por personal militar en 1975, conocido como Museo Memorial Bangabandhu, fueron quemados y saqueados por los manifestantes.
La casa del presidente del Tribunal Supremo de Bangladés fue destrozada por alborotadores que escalaron los muros.  También fue incendiada una oficina de la Liga Awami en Chittagong.  Los alborotadores incendiaron dos vehículos de la Guardia Fronteriza de Bangladés y cinco murieron en enfrentamientos entre el BGB y los manifestantes. En los distritos de Satkhira y Sherpur, las cárceles de distrito fueron atacadas, lo que provocó que los presos huyeran.   Una instalación de Bangladés Ansar también fue destrozada y parcialmente quemada; Ansar tomó represalias matando a dos manifestantes. En Bogra, una comisaría de policía fue atacada y una oficina de la liga Awami fue incendiada. Una turba violenta atacó la comisaría de policía de Baniachang en Habiganj y le prendió fuego. La policía tomó represalias matando a seis alborotadores, un total de 150, incluido el personal de policía, resultaron heridos en el incidente.  Seis personas murieron y más de cien resultaron heridas en Kushtia cuando la policía abrió fuego contra los alborotadores. Siete comisarías de policía fueron quemadas y destruidas en Chittagong. En Manikganj, una comisaría de policía fue objeto de actos de vandalismo y, en represalia, la policía mató a un manifestante. En Srimangal se llevó a cabo una marcha pacífica de la victoria de los manifestantes, pero la policía abrió fuego e hirió a más de un centenar.

### Violencia contra las minorías
También se produjo violencia contra los hindúes: un concejal hindú de la Liga Awami, Kajal Ray, fue asesinado a tiros en Rangpur y propiedades, casas y templos pertenecientes a la comunidad hindú fueron quemados o destrozados.    En total, los hindúes fueron atacados en 30 distritos, incluidos Chittagong, Netrakona y Feni, que supuestamente fueron operaciones de bandera falsa por parte de la liga Awami, según los manifestantes.   La comunidad Ahmadía de Panchgarh también fue atacada y unas cincuenta casas suyas fueron quemadas. 

## Eventos posteriores

### Formación del gobierno interino
- Salimullah Khan
- Asif Nazrul
- Juez retirado Abdul Wahhab Miah
- General retirado Iqbal Karim Bhuiyan
- Mayor general retirado Syed Iftekhar Uddin
- Debapriya Bhattacharya
- Matiar Rahman Chowdhury
- General de brigada retirado M. Sakhawat Hossain
- Hossain Zillur Rahman
- Juez jubilado MA Matin

Se informó que se había propuesto al premio Nobel Muhammad Yunus que fuera jefe de Gobierno. Otros posibles nombres para el jefe de Gobierno incluyen al exgobernador del Banco de Bangladés Salahuddin Ahmed, al general retirado Jahangir Alam Chowdhury y a la abogada Sara Hossain. 

## Reacciones

### Doméstico
Muhammad Yunus, que se encontraba en París sometiéndose a un procedimiento médico en el momento de la partida de Hasina, saludó su renuncia como el "segundo Día de la Independencia" de Bangladés. También se comprometió a regresar a Bangladés "sin demora", respondiendo afirmativamente a una petición del movimiento estudiantil para orientar al gobierno interino.

### Internacional
- Unión Europea: El responsable de la política exterior de la Unión Europea, Josep Borrell, hizo un llamamiento a la "calma y la moderación" y afirmó que es fundamental una transición ordenada y pacífica hacia un gobierno elegido democráticamente. Añadió que deben respetarse los derechos humanos y los principios democráticos.[109]
- India: El Ministerio de Asuntos Exteriores declaró que el Gobierno de la India está siguiendo de cerca los acontecimientos en Bangladés y aseguró que seguirá apoyando a sus ciudadanos. El Ministerio de Asuntos Exteriores instó a los ciudadanos indios a que extremaran la precaución en Bangladés y se mantuvieran en estrecho contacto con la Alta Comisión de la India en Dacca. La India puso a sus Fuerzas de Seguridad Fronteriza en alerta máxima en su frontera común de 4.096 km con Bangladés. La India también canceló trenes y vuelos a Dhaka.[110]
- Reino Unido: El ministro de Asuntos Exteriores del Reino Unido, David Lammy, pidió a la ONU que realice una investigación completa e independiente sobre los acontecimientos de las últimas semanas ocurridos en Bangladés.[109]
- Organización de las Naciones Unidas: El Secretario General de las Naciones Unidas, António Guterres, hizo un llamado a una “transición pacífica, ordenada y democrática”. Su portavoz, Farhan Haq, pidió una investigación independiente, imparcial y transparente sobre todos los eventos de violencia.[109]
- Estados Unidos: La Casa Blanca pidió la formación de un gobierno interino democrático e instó a todas las partes a detener la violencia y restablecer la paz rápidamente.[111]

## Legado
El movimiento, junto con su precursor, el movimiento de reforma de cuotas de Bangladés de 2024, ha sido denominado por varios medios internacionales como la primera "revolución de la Generación Z" exitosa del mundo, ya que fue organizado y dirigido por líderes de la Generación Z.John Reed del Financial Times lo llamó la "Revolución de los Monzones". El analista político bangladesí Nazmul Ahsan Kalimullah lo llamó "Primavera de Bangladés" y afirmó que la gente se refiere al movimiento por ese nombre.
Los jóvenes manifestantes utilizaron la fecha no estándar del 36 de julio para conmemorar el 5 de agosto, en memoria de aquellos que perdieron la vida durante el movimiento de reforma de cuotas en julio de 2024. El término “Julio 36” apareció en varios grafitis y murales realizados por los estudiantes en todo el país.
El 5 de septiembre, el gobierno interino reveló planes para abrir Ganabhaban al público, transformándolo en el Museo Memorial de la Revolución de Julio y preservando al mismo tiempo su estado original, tal como quedó después del asalto.Ese mismo día, el Movimiento Estudiantil Antidiscriminación organizó una procesión denominada “Marcha Shahidi” para conmemorar el primer mes del movimiento.